# Golggutrivier
De Golggutrivier (Golggutjohka) is een rivier, die stroomt in de Zweedse gemeente Kiruna. De rivier in het uiterste noorden van Zweden ontstaat op de berghellingen van de Golggutoaivit van 916 meter hoogte. Het water verzamelt zich in het Golggutjávrrit, een meer van ongeveer 10 hectare groot. De rivier stroomt zuidwaarts naar het Vutnesjmeer. Ze is ongeveer 10 kilometer lang.
Afwatering: Golggutrivier → Vutnesj-jåkka → Råstrivier → Lainiorivier → Torne → Botnische Golf